# دریاچه بی‌شهیر
دریاچه بی‌شهیر (ترکی استانبولی: Beyşehir Gölü) یک دریاچه در استان قونیه کشور ترکیه است.